# Manuel Ribeiro Pardal
Manuel Ribeiro Pardal, também conhecido como Manuel Rivero Pardal ou Pardel (? — 1671) foi um corsário português que viveu no século XVII, a serviço da Espanha entre o final da década de 1660 e o início da de década de 1670.

## Biografia
Foi eventualmente morto e sua capitânia, a "San Pedro y Fama", apresada ao largo da costa norte de Cuba, em combate contra o capitão John Morris, um tenente do capitão Henry Morgan.